# Complicated (Rihanna-Lied)
Complicated ist ein Dance-Pop-Song der barbadischen Sängerin Rihanna aus ihrem fünften Musikalbum Loud (2010). Der Track wurde von Tricky Stewart und Ester Dean geschrieben und produziert. Der Song handelt darüber, wie zwei Personen in einer Beziehung in einen Konflikt geraten. Von den Kritikern wurde er gelobt, einige bezeichneten ihn sogar als besten Song des Albums Loud, ebenso wurde auch Rihannas Gesang gelobt. Noch vor der Veröffentlichung des Albums im November 2010 platzierte sich der Titel in Südkorea auf Platz 50.

## Hintergrund und Inspiration
Complicated wurde von Tricky Stewart und Ester Dean, für Rihannas fünften Musikalbum Loud, geschrieben und produziert. Der Titel wurde 2010 in den Westlake Recording Studios und den Larrabee Sound Studios in Los Angeles, Kalifornien aufgenommen. In einem Interview mit Sway Calloway von MTV erklärte Rihanna die Bedeutung hinter Complicated:

Complicated is not a sex thing. It’s not like only women can sing this song or only women can relate to this song, ’cause it’s an individual thing and sometimes, sometimes men are just too complicated and then again, men can find women complicated. But it all depends on the individual, because not all women think love is complicated and not all men think that, but there are some women and some men who strongly believe that love is just too complicated. Women, they're the first to say, ‘It's your fault’, but most of the time it is [the man's] fault. But men are also great at turning that [shit] around on us and making us believe that we're wrong for something that we didn't even do. At the end of the day, love is [fucking] complicated.

„Dieses Lied ist keine Sexsache. Es ist nicht so, dass nur Frauen dieses Lied singen können oder nur Frauen sich mit diesem Lied identifizieren können, denn es ist eine individuelle Sache und manchmal, manchmal sind Männer einfach zu kompliziert und dann wieder finden Männer Frauen kompliziert. Aber es hängt alles von der Person ab weil nicht alle Frauen denken, dass Liebe kompliziert ist und nicht alle Männer das denken, aber es gibt einige Frauen und einige Männer, die fest davon überzeugt sind, dass Liebe einfach zu kompliziert ist. Frauen sind die ersten, die sagen: ‚Es ist deine Schuld‘, aber meistens ist es die Schuld des Mannes. Aber Männer sind auch großartig darin, diesen Scheiß gegen uns zu wenden und uns glauben zu machen, dass wir mit etwas falsch liegen, das wir nicht einmal getan haben. Am Ende des Tages ist Liebe verdammt kompliziert.“

## Kritik
Complicated wurde von Kritikern gelobt. Colin Gentry von 4Music bezeichnete den Song als Highlight des Albums. Jon Parales von The New York Times beschrieb Complicated als einen der emotionaleren Songs von Loud. Emily Mackay von NME erklärte, dass Zeilen wie „Why do you make it so hard to love you?/I hate it“ sie an die Lieder der britischen Girlgroup Sugababes erinnern.
Nima Baniamer von Contactmusic.com lobte Rihannas Gesang und verglich es mit California King Bed: „California King Bed und Complicated sind zwei Songs, welche mit Rihannas brillantem Gesang harmonieren.“ Baniamer drückte ebenfalls aus, dass es eine „Travestie“ sei, wenn der Song nicht als Single veröffentlicht wird. Genevieve Koski vom The A.V. Club verglich den Song mit What’s My Name?. Jedoch kritisierte Bill Lamb von About.com das Lied und bezeichnete es als „low-point“ (dt.: „Tiefpunkt“) des Albums.

## Erfolg
Noch vor der Veröffentlichung von Loud debütierte Complicated am 14. November 2010 in Südkorea auf Platz 50, dies blieb auch die Höchstplatzierung. In weiteren Ländern konnte sich der Song nicht in den Charts platzieren.